# Бранхінекта лякаюча
Бранхінекта лякаюча (Branchinecta ferox) — вид ракоподібних з родини Branchinectidae.

## Поширення
Країни Середземномор'я, Центральної Європи та Азербайджану.
В Україні населяє Куяльницький та Хаджибейський лимани, в Криму — водойми поблизу м. Керч та оз. Сасик.

## Морфологічні ознаки
Тіло видовжене, очі на стебельцях, ноги листоподібні, мають преекзоподити. Сегменти абдомену на вентральній стороні без груп зубчиків, церкоподи відносно довгі. Ноги з 1 преепіподитом. Довжина яйцевого мішка в три і більше разів більша за ширину. Довжина тіла — 17-22 мм.

## Особливості біології
Населяє постійні та тимчасові опріснені та солоні водойми на солончаках.

## Загрози та охорона
Загрозою є антропогенний вплив (знищення біотопів під час оранки полів та меліорації лук, де випасають худобу, тощо).